# Edwin Stephen Goodrich
Edwin Stephen Goodrich (Weston-super-Mare, 21 de junio de 1868 - † Oxford, 6 de enero de 1946) fue un zoólogo inglés especializado en anatomía comparada, embriología, paleontología y evolución. Fue catedrático de Zoología en la Universidad de Oxford entre 1921 y 1946.
Goodrich, Julian Huxley y Gavin de Beer, conformaron el grupo de los morfólgos de Oxford. Fue elegido miembro de la Royal Society en 1905.
En 1888 entró en el Colegio Universitario de Londres, donde conoció a Ray Lankester, de quien fue un estrecho colaborador durante toda su vida académica.
Sus trabajos sobre los invertebrados le valieron para establecer distintas homologías entre estos y los vertebrados, como la existente entre los conductos genitales (no los nefridios) y los riñones.

## Abreviatura (zoología)
La abreviatura Goodrich  se emplea para indicar a Edwin Stephen Goodrich como autoridad en la descripción y taxonomía en zoología.

1. ↑   Goodrich (1895) 'On the Coelom, Genital Ducts and Nephridia'

- (en inglés) Gavin de Beer, Biografía de Edwin Stephen Goodrich Dictionario de Biografías de Científicos